# You're My Best Friend
"You're My Best Friend" (en català, 'Ets el meu millor amic') és una cançó del grup de rock Queen, escrita pel baixista John Deacon. Va ser inclosa a l'àlbum A Night at the Opera el 1975, i més tard fou llançada com a senzill. Als Estats Units, "You're My Best Friend" va arribar al número 16. La cançó també va aparèixer aapareguda en l'àlbum en viu Live Killers (1979) i als àlbums de compilació Greatest Hits (1981), Absolute Greatest (2009) i Queen Forever (2014).